# Burgruine Sengersberg
Die Burgruine Sengersberg, auch Segensberg genannt, ist die Ruine einer Höhenburg auf dem 613,7 Meter hohen Felsengipfel des Sengersberges, 170 Meter über dem Perlbach beim Gemeindeteil Au des Marktes Falkenstein im oberpfälzischen Landkreis Cham in Bayern. „Mauerreste aus Granitbruchstein“ sind unter der Aktennummer D-3-72-125-31 als Baudenkmal verzeichnet. „Archäologische Befunde im Bereich der mittelalterlichen Burgruine Sengersberg“ werden als Bodendenkmal unter der Aktennummer D-3-6840-0124 geführt.

## Geschichte
Die Burg wurde erstmals 1269 als „Burg ze Segensperch“ im Besitz des Regensburger Bischofs Leo erwähnt und war mit bischöflichen Ministerialen besetzt. Ab 1326 ist die Burg im Besitz der bayerischen Herzöge und gehört zum Viztumamt Lengenfeld.
Die bischöfliche Hauptministerialenfamilie ist auf der Burg, die 1329 durch den Hausvertrag von Pavia an die pfälzischen Wittelsbacher kommt und 1334 zum Landesteil Pfalzgraf Ruprechts, bis 1337 belegt.
1343 bekommt Calhoch Hofer zu Karlstein die Burg als Lehen.

## Beschreibung
Die trapezförmige Burganlage teilte sich eine Ober- und Unterburg, vermutlich durch einen Abschnittsgraben getrennt. Reste von Futtermauern aus Bruchstein im Bereich der Oberburg stammen vermutlich von einem Bergfried und einem Wohnbau. Von der Unterburg, der im Süden ein Halsgraben vorgelagert ist, sind noch Reste der westlichen und südlichen Ringmauer erhalten.